# Markus Kopfauf
Markus Kopfauf, né le 9 juillet 1996, est un coureur cycliste autrichien. Il a notamment gagné une étape du Tour de Szeklerland en 2017.

## Palmarès et résultats

### Palmarès par année
- 2011
  - 2e du championnat d'Autriche de cyclo-cross U17
- 2012
  - 2e du championnat d'Autriche de cyclo-cross U17
- 2013
  - 2e du championnat d'Autriche du kilomètre juniors
  - 2e du championnat d'Autriche de vitesse juniors
  - 3e du championnat d'Autriche de cyclo-cross juniors
- 2017
  - 3e étape du Tour de Szeklerland

### Classements mondiaux
| Année           | 2017   |
| --------------- | ------ |
| UCI Europe Tour | 1 143e |